# Міністерство екології та природних ресурсів України (2010—2019)
Міністерство екології та природних ресурсів України (2010—2019) — колишнє міністерство України. Створено 2010 року шляхом реорганізації Міністерства охорони навколишнього природного середовища України (2003-2010). Реорганізоване у Міністерство енергетики та захисту довкілля України (2019—2020) (шляхом злиття з Міністерством енергетики України). 
На цьому етапі було утворено принципово новий державний орган, що не має прямого спадково зв'язку із попередніми міністерствами. Пізніше, "поєднане" міністерство було ліквідовано і знову утворене нове Міністерство енергетики та захисту довкілля України (2019—2020), також не пов'язане із попередніми міністерствами.

## Додатково
Список міністрів екології та природних ресурсів України